# Alpes-Maritimes
Alpes-Maritimes este un departament din sud-estul Franței, situat în regiunea Provence-Alpi-Coasta de Azur, la frontiera cu Italia. Este numit după Munții Alpi, iar atributul Maritimes se datorează accesului la Marea Mediterană. În acest departament se află celebra Coastă de Azur franceză.
Regiunea forma în antichitate provincia romană Alpes Maritimae.
Un departament cu același nume existase în Franța între 1793 și 1815, dar avea alte granițe și includea și Monaco și San Remo. Departamentul actual a fost creat în 1860 când comitatul Nisa a fost anexat Franței. În 1947 departamentul a fost lărgit prin includerea comunelor Tende și La Brigue, care fuseseră comune italiene.

## Localități selectate

### Prefectură
- Nisa

### Sub-prefecturi
- Grasse

### Alte orașe
- Antibes
- Cagnes-sur-Mer
- Cannes
- Le Cannet
- Menton
- Mougins
- Saint-Laurent-du-Var
- Vallauris

## Diviziuni administrative
- 2 arondismente;
- 52 cantoane;
- 163 comune;